# 北聖海倫斯 (英國國會選區)
北聖海倫斯（英語：St Helens North），英國國會一自治市選區，位於英格蘭默西賽德郡東部，創設於1983年，包括聖海倫斯都會自治市的北部。
本區自設置以來當區議員皆為工黨黨員。2010年大選中大衛·瓦茨以51.7%選票第三度連任成功。